# Scouts Guide to the Zombie Apocalypse

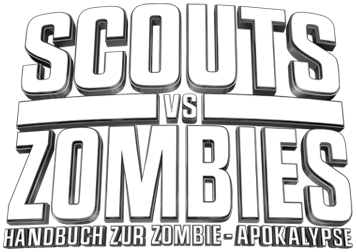
Logo do filme

Scouts Guide to the Zombie Apocalypse (bra: Como Sobreviver a um Ataque Zumbi; prt: Guia do Escuteiro para o Apocalipse Zombie) é um filme estado-unidense de 2015, do género comédia de terror, realizado por Christopher B. Landon, com roteiro dele, Carrie Evans, Emi Mochizuki e Lona Williams.
Em Portugal estreou em 29 de outubro, em Angola e nos Estados Unidos em 30 de outubro e no Brasil em 12 de novembro de 2015, pela Paramount Pictures.

## Sinopse
Três jovens exploradores se unem para tentar conter a invasão de zumbis em sua cidade e acabam descobrindo o verdadeiro valor da amizade.

## Elenco
- Tye Sheridan ...... Ben Goudy
- Logan Miller ...... Carter Grant
- Joey Morgan ...... Augie Foster
- Sarah Dumont ...... Denise Russo
- David Koechner ...... Rogers, líder dos escuteiros
- Halston Sage ...... Kendall Grant
- Cloris Leachman ...... Senhora Fielder
- Niki Koss ...... Chloe
- Hiram A. Murray ...... Cabo Reeves
- Lukas Gage ...... Travis
- Drew Droege ...... Bêbado
- Patrick Schwarzenegger ...... Jeff
- Blake Anderson ...... Ron, o zelador
- Elle Evans ...... Amber
- Cameron Elmore ...... miúdo nerd
- DJ Dillon Francis ...... zumbi

## Produção
Em 30 de maio de 2014, a Paramount Pictures havia definido a data de lançamento do filme para 13 de março de 2015. Em 14 de agosto de 2014, a data do filme foi adiada para 30 de outubro de 2015.

### Filmagem
As filmagens foram iniciadas em 8 de maio de 2014, em Los Angeles.

## Recepção

### Receita
Scouts Guide to the Zombie Apocalypse foi lançado no dia 30 de outubro de 2015 nos Estados Unidos, e arrecadou 1 841 007 de dólares no seu final de semana de estreia. No total o filme arrecadou 3 703 046 de dólares apenas no Estados Unidos. No Brasil, o filme vendeu 337 mil ingressos, arrecadando um total de 4,7 milhões de reais. O filme encerrou sua exibição mundial arrecadando 14 860 766 de dólares.

### Crítica
Scouts Guide to the Zombie Apocalypse recebeu críticas negativas. No Rotten Tomatoes, o filme tem uma classificação de 44%. O filme tem uma pontuação de 32/100 no Metacritic, baseado em 17 críticas.